# NGC 7164-1
NGC 7164-1 (другие обозначения — PGC 67673, ZWG 377.6, NPM1G +01.0536) — галактика в созвездии Водолей.
Этот объект входит в число перечисленных в оригинальной редакции «Нового общего каталога».